# Töglag
Töglag är ett fornnordiskt versmått som troligen uppfanns av skalden Torarin lovtunga vid Knut den stores hird omkring år 1028. Töglag tillhör, skriver Snorre Sturlasson, "de mindre versformerna som förr ofta användes i lovdikter". Metern är med andra ord kortfattad. I stället för tre höjningar per kortrad, som i drottkvätt, har töglag bara två. I Háttatal, Snorres exempelsamling av forntida versmått, är töglag nummer 69:
Kunn bjó ek kvæði
konungs bróður þjóð
- þann veit ek þengil -
þrenn - fjǫlmennan;
fram skal in fjórða
fólkglaðs vaða
ljóss elds lagar
lofun friðrofa. 
Som synes saknas assonans i udda rader. Om där, som i drottkvätt, finns halvassonans kallas metern tögdrapulag (tǫgdrápulag).